# Биго, Мари
Мари Кьене Биго де Мороге (фр. Marie Kiéné Bigot de Morogues, собственно Мари Кьене, 2 марта 1786, Кольмар — 16 сентября 1820, Париж) — французская пианистка, педагог, композитор.

## Биография
Дочь музыкантов (отец — виолончелист, мать — пианистка), родилась в Эльзасе. В 1791 семья перебралась в Швейцарию. В 1804 Мари вышла замуж за Поля Биго де Морог (род. в 1769), библиотекаря графа Андрея Разумовского. Молодожены поселились в Вене. Мари исполняла произведения Баха, Моцарта, Гайдна, дружила с Гайдном. В 1804 познакомилась в Вене с Бетховеном, при его поддержке дала свой первый концерт в Вене (1805). В 1809 переехала с мужем в Париж. В круг друзей дома вошли Керубини, Дусик. Была учительницей Шуберта, Феликса и Фанни Мендельсон.
Умерла от туберкулёза.

## Творчество
Автор нескольких сочинений для фортепиано (Соната, 1806; Рондо, 1818, и др.).